# Bert Nederlof
Bert Nederlof (Rotterdam, 26 augustus 1946 – Midden-Eierland (Texel), 6 oktober 2018) was een Nederlands sportjournalist.

## Biografie
Nederlof begon zijn journalistieke loopbaan bij dagblad De Rotterdammer en werkte daarna voor onder meer De Tijd en Trouw en het voetbaltijdschrift 1-0.
Vanaf 1973 werkte Nederlof bij Voetbal International, als redacteur (1973-1995), coördinator van de eindredactie (1995-2004) en senior-redacteur (2004-2008). Vanaf 1 juli 2008 maakte Nederlof gebruik van de VUT-regeling, al leverde hij tot medio 2011 als senior-redacteur nog altijd bijdrages aan het blad.
Nederlof was vanaf 1976 radioverslaggever bij Langs de Lijn. In maart 1982 werd een cameraman van de NOS mishandeld door Feyenoordfans, waarbij het vermoeden bestond dat Nederlof, die kritisch over Feyenoord was, het eigenlijke doelwit had moeten zijn. In 1982 was hij in Moskou bij de wedstrijd van Spartak Moskou en maakte de Loezjnikiramp van dichtbij mee. Hij was in 1985 ooggetuige van het Heizeldrama. Het commentaar dat hij en collega Jack van Gelder leverden tijdens het, door het Nederlands voetbalelftal gewonnen, EK van 1988 werd zo bekend dat het in de handel werd gebracht. In 1989 zou hij meegaan met het Kleurrijk Elftal, maar zijn baas vond de trip niet relevant genoeg, omdat verschillende prominente spelers afgezegd hadden. Hij ontsnapte daardoor aan de SLM-ramp. In 1995 nam Nederlof - die als stopwoord 'wel degelijk' gebruikte -, vanwege zijn nieuwe functie bij VI al afscheid van Langs de Lijn, maar zou toch terugkeren. Nederlof nam, samen met collega Jaap Bax, afscheid bij Langs de Lijn in 1997, na de (door Roda JC gewonnen) KNVB bekerfinale.
In 2005 gaf hij bij de uitduels van Oranje in de WK-kwalificatie op Radio 10 Gold live-commentaar. Bert Nederlof was tevens als stafredacteur verbonden aan VI's maandblad Nummer 14, dat van februari 2005 tot en met december 2007 maandelijks uitkwam. In dit blad was hij ghostwriter van columnist Johan Cruijff. Nederlof was tevens een van de schrijvers van de in 2007 door uitgeverij De Buitenspelers uitgegeven boeken over Johan Cruijff en Willem van Hanegem. In 2009 was hij een van de auteurs van de biografie over Coen Moulijn. Nederlof nam ook de eindredactie van dit boek voor zijn rekening.
In 2004 verscheen van zijn hand bij uitgeverij Houtekiet het boek 'De oceaanvreugde van Marco van Basten'. Bij uitgeverij Strengholt kwam van zijn hand begin deze eeuw het boek 'De Feyenoorders' uit, waarin Nederlof 36 bekende oud-spelers van Feyenoord beschreef. Bert Nederlof was een supporter van Excelsior. Ook schreef hij het boek "In Alles Anders" over Epi Drost. Hij was een van de auteurs van het in 2011 uitgekomen jubileumboek over GVAV en FC Groningen.
Na zijn pensionering bleef Nederlof schrijven. Zo bracht hij in 2012 het boek "Van verliezen leer je winnen" uit over voetbaltrainer Leen Looijen. In 2013 een biografie over Ronald Koeman en in 2014 de biografie "Helder" over Glenn Helder. Ook "Nooit opgeven" (2016), biografie van Huub Stevens, "Don Leo - het werd stil aan de overkant" (2015), biografie van Leo Beenhakker en "Meesterscout!" (2016) biografie van Piet de Visser, zijn van zijn hand. In 2016 kwam ook "Dossier Feyenoord - kampioenschap als obsessie" uit. In oktober 2017 kwam "Rob Rensenbrink het slangenmens" uit, biografie van Rob Rensenbrink. In 2018 kwam zijn laatste boek uit, een biografie over Keje Molenaar.
Nederlof woonde gedurende de laatste jaren van zijn leven in Midden-Eierland op Texel. In oktober 2008 kochten hij en zijn vrouw daar de oude Jan P. Strijbosschool, die verbouwd werd tot woning met praktijkruimten en studio's voor de verhuur en verhuisden vanuit Hellevoetsluis naar Texel. Hij overleed daar in 2018 na geruime tijd ziek te zijn geweest op 72-ja
rige leeftijd.
- Gemeinsame Normdatei: 173989683
- International Standard Name Identifier: 0000 0000 3706 3794
- Library of Congress Control Number: n2006080201
- Nederlandse Thesaurus van Auteursnamen: 213555468
- Virtual International Authority File: 262083381